# Pseudocrenilabrus
Pseudocrenilabrus è un piccolo genere di ciclidi haplochromini endemico dei fiumi e dei laghi dell'Africa Orientale e Centrale. Questi piccoli ciclidi, come suggerisce  il nome volgare della specie, sono ciclidi incubatori orali.

## Specie
Attualmente, soltanto tre specie sono classificate in questo genere, ma due di esse sono suddivise in sottospecie:
- Pseudocrenilabrus multicolor (Schöller, 1903)
  - Pseudocrenilabrus multicolor multicolor (Schöller, 1903)
  - Pseudocrenilabrus multicolor victoria (Seegers, 1990)
- Pseudocrenilabrus nicholsi (Pellegrin, 1928)
- Pseudocrenilabrus philander (M. C. W. Weber, 1897)
  - Pseudocrenilabrus philander dispersus (Trewavas, 1936)
  - Pseudocrenilabrus philander luebberti (Hilgendorf, 1902)
  - Pseudocrenilabrus philander philander (M. C. W. Weber, 1897)